# Liste des évêques de Manzini
Le diocèse de Manzini est un diocèse de l'Eswatini, il a été créé le 11 janvier 1951, il était auparavant un vicariat apostolique.

## Liste des ordinaires
- Pellegrino Bellezze, vicaire apostolique : du 15 mars 1923 à l'année 1932 (décès)
- Romualdo Migliorini, vicaire apostolique : du 8 juillet 1933 à l'année 1939 (décès)
- Costantino Maria Attilio Barneschi, vicaire apostolique puis évêque : du 15 mars 1939 au 21 mai 1965 (décès)
- Girolamo Maria Casalini, évêque : du 18 décembre 1965 au 24 janvier 1976
- Aloysius Isaac Mandlenkhosi Zwane, évêque : du 24 janvier 1976 au 10 août 1980 (décès)
- Vacance du siège
- Louis Ncamiso Ndlovu, évêque : du 1er juillet 1985 au 27 août 2012
- Vacance du siège
- José Luis Gerardo Ponce de León, évêque : depuis le 29 novembre 2013

## Sources
- Fiche du diocèse sur catholic-hierarchy